# 保育ブロック工法
保育ブロック工法（ほいくブロックこうほう、英語：Nursery Block technique、NBT）は、土、有機物や肥料を混ぜ合わせ筒状に成形した土壌ブロック（保育ブロック）を用いて発芽-初期生長を保護し、樹木の根を天然木のように地中深くまで誘導することを目的とした緑化工法である。

## 使い方

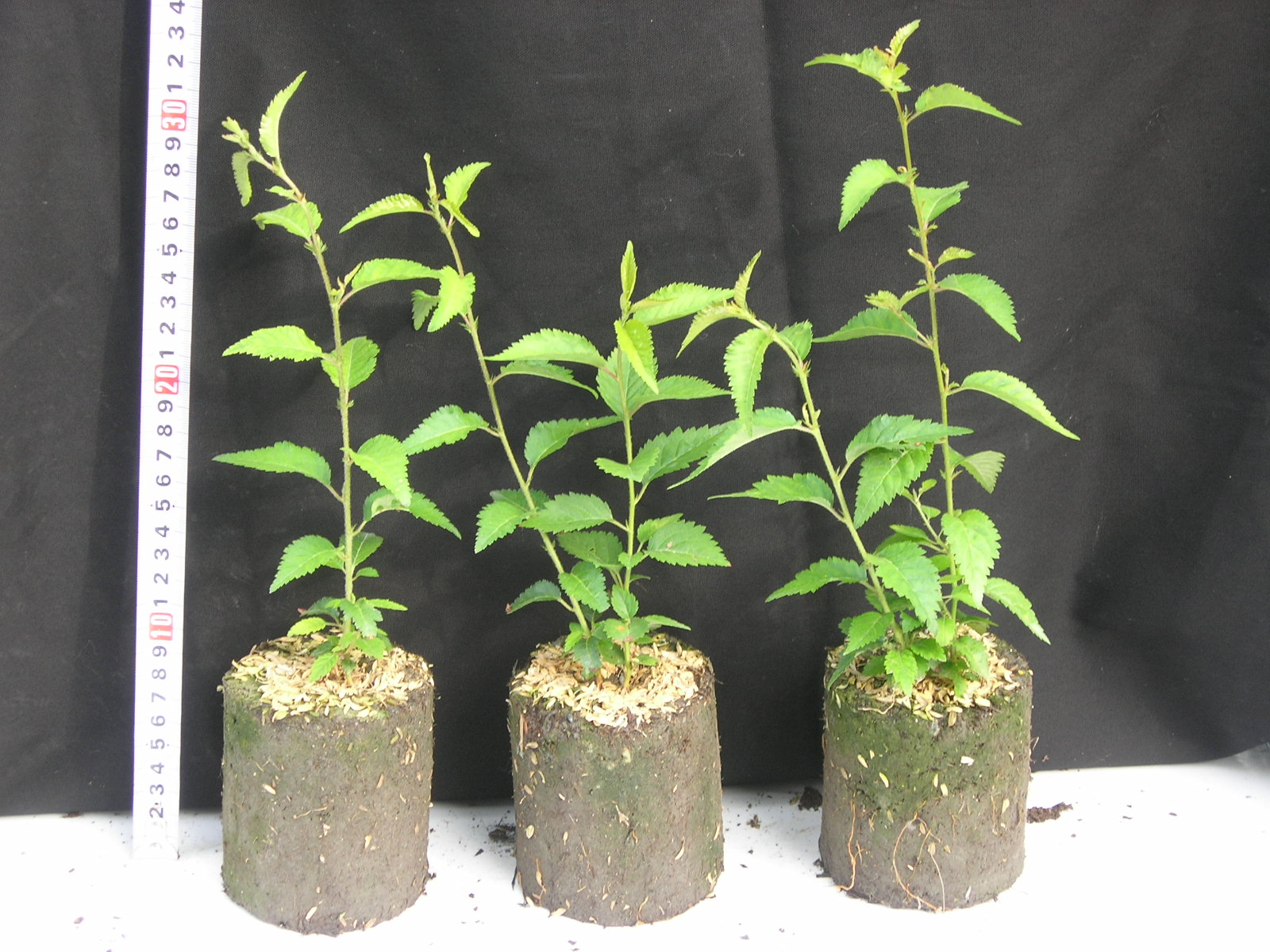
保育ブロックの苗

保育ブロックに種子を入れたものを埋設する方法と、保育ブロックに播種・育苗し、苗木となったもの（保育ブロック苗）を植栽する方法がなどある。

## 参考資料
- 保育ブロック緑化工法 自然再生技術協会
- 5 保育ブロック苗工法を用いた緑化の技術開発　農林水産業